# Florissant Fossil Beds National Monument
monument national des Florissant Fossil Beds
Le monument national des Florissant Fossil Beds (en anglais, Florissant Fossil Beds National Monument) est un site protégé américain, situé dans une vallée située à l'ouest de la montagne Pikes Peak dans le Colorado. Il est réputé pour ses restes de vie terrestre paléontologique.

## Site

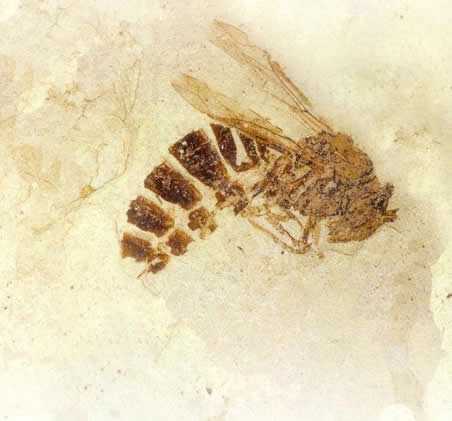
Palaeovespa florissantia,
guêpe fossile trouvée sur le site.

Des souches pétrifiées de séquoias géants ainsi que des fossiles détaillés d'insectes et de plantes révèlent un Colorado très différent de l'État américain contemporain. À la fin de l'Éocène, il y a presque 35 millions d'années, de gigantesques éruptions volcaniques ont enterré l'existante vallée luxuriante et pétrifié les séquoias géants qui y poussaient. Un lac se développa dans la vallée et, en s'accumulant au fond, les sédiments devinrent le tombeau de milliers d'insectes et de plantes. En se compactant les sédiments créèrent différentes couches de schistes préservant ainsi les délicats détails de ces organismes sous la forme de fossiles.
Le lit de fossiles de Florissant a été déclaré monument national américain en 1969.

## Tourisme
La principale route traversant le monument est la Gold Belt Tour Scenic and Historic Byway, laquelle est classée National Scenic Byway.
Plusieurs sentiers de randonnée parcourent le monument au départ du Florissant Fossil Beds Visitors Center, l'office de tourisme du National Park Service. Parmi eux, le Ponderosa Loop Trail, qui est court, et le Hornbek Wildlife Loop Trail, plus long, qui mène jusqu'à l'Hornbek House.